# Spilobotys
Spilobotys is een geslacht van vlinders van de familie Uilen (Noctuidae).

## Soorten
- S. arctioides Butler, 1887
- S. chloropyga Walker, 1854
- S. hebridesia Holloway, 1979
- S. leonina Butler, 1879
- S. novapommeranicola Strand, 1917
- S. stapialis Gaede, 1914